# Perfeito Amor
Perfeito Amor é um álbum de estúdio da cantora Ana Nóbrega, lançado em abril de 2017 pela gravadora Som Livre.
A produção musical foi assinada pelo cantor André Aquino e por Jônatas Felix, que também são responsáveis pelos arranjos. O projeto gráfico foi elaborado pela Agência Salt.
Antes do lançamento do disco, a cantora chegou a lançar o single "Quando Ele Vem", no final de fevereiro de 2017.
| Críticas profissionais | Críticas profissionais |
| Avaliações da crítica  | Avaliações da crítica  |
| Fonte                  | Avaliação              |
| ---------------------- | ---------------------- |
| Super Gospel           | [ 3 ]                  |

## Faixas
1. "Eu Te Exaltarei"
2. "Isso É que É Viver"
3. "Existe um Rio"
4. "Cheios de Alegria"
5. "Meus Olhos em Ti"
6. "Oh, Quão Lindo Esse Nome É"
7. "Perfeito Amor"
8. "Ontem, Hoje e Sempre"
9. "Mais Perto"
10. "Quando Ele Vem"
11. "Vem Incendiar"
12. "Ele Vem (Alfa e Ômega)"